# Pteroeididae
Famille
Les Pteroeididae sont une famille de cnidaires de l'ordre des Pennatulacea.

## Liste des genres
Selon BioLib (12 juin 2020) :
- genre Pteroeides Herklots, 1858